# Майборода Георгій Іларіонович
Гео́ргій Іларіо́нович Ма́йборода (18 листопада (1 грудня) 1913, Пелехівщина, Кременчуцький повіт, Полтавська губернія, Російська імперія — 6 грудня 1992, Київ, Україна) — український радянський композитор, брат композитора Платона Майбороди, батько співака Романа Майбороди. Депутат Верховної Ради УРСР 7, 8 та 9-го скликань.

## Біографія
Народився 18 листопада (1 грудня) 1913 року на хуторі Пелехівщині Кременчуцького повіту Полтавської губернії (тепер село Глобинського району, Полтавської області) в селянській родині. Батько Георгія Майбороди — Іларіон музикував на гітарі, мандоліні, скрипці, бандурі. Мати Одарка співала в церковному хорі. Брати не могли одразу отримати музичну освіту.
Вчителем співів у нього був палкий шанувальник Лисенкового таланту, ентузіаст своєї справи, подвижник розвитку хорового співу Іван Олександрович Гиренко.
У 1932 році закінчив Кременчуцький індустріальний технікум і поїхав працювати техніком-механіком на «Дніпрозаводбуд» у місті Запоріжжі, де протягом кількох років брав участь в музичній самодіяльності, співав в капелі «Дніпробуд».
Родина Майбород в радянські часи вважалася заможною, тому в 1933 році сім'ю розкуркурили. Тож сім'я переїхала до сина в Запоріжжя. В 1938 році батька Іларіона заарештували, згодом був розстріляний за рішенням "трійки" НКВС. 1957 року був реабілітований посмертно за фактом відсутності злочину. Тому в офіційній біографії братів Майбород до того, як були розсекречені архівні матеріали КДБ, неможливо було знайти згадки про батька.
В 1936 році закінчив Київське музичне училище, в 1941 році — Київську консерваторію по класу композиції у Л. М. Ревуцького. Під час німецько-радянської війни воював на фронті, а по її закінченню у 1945—1949 роках навчався в аспірантурі Київської консерваторії під керівництвом Левка Ревуцького. В 1952–1958 роках викладав у Київській консерваторії музично-теоретичні дисципліни.
В 1962–1967 роках — секретар, заступник голови Спілки композиторів УРСР, у 1967–1968 роках — голова правління Спілки композиторів УРСР. Обирався депутатом Верховної Ради УРСР 7–9 скликань (1967–1980 роки).
Мешкав у Києві. Помер 6 грудня 1992 року. Похований у Києві на Байковому кладовищі (ділянка № 1, центральна алея, неподалік від головного входу).

## Творчість
Георгій Майборода вніс значний внесок до розвитку української музики. Працював у різних жанрах, переважає героїко-патріотична тематика. Значне місце у творчості композитора займала поезія українських письменників — Тараса Шевченка, Івана Франка та інших.

### Твори
Опери:
- Милана (1957)
- Арсенал (1960)
- Тарас Шевченко (1964)
- Ярослав Мудрий (1973)

Для солістів, хору і оркестру:
- Кантата «Дружба народів» (1948)
- Вокально-симфонічна поема «Запорожці» (1954)

Для оркестру:
- 4 симфонії (1938, 1953, 1978, 1986)
- Симфонічна поема «Лілея» (1939, за мотивами Т. Шевченка)
- Симфонічна поема «Каменярі» (1941, за мотивами І. Франка)
- Гуцульська рапсодія (1949, ред. 1952)
- Сюїти із музики до трагедії Шекспіра «Король Лір» (1959)
- Концерт для голосу з оркестром (1969)
- Концерт для скрипки з оркестром (1977)
- Хори на слова В. Сосюри та М. Рильського
- Романси
- Пісні
- Обробки народних пісень

Музика до драматичних спектаклів, фільмів:
- «Якби каміння говорило...» (1958)
- «Солдатка» (1959)
- «Таврія» (1959)
- «Помилка Оноре де Бальзака» (1968)
- «Родина Коцюбинських» (1970)
- «Ніна» (1971)
- «Довга дорога в короткий день» (1972)

Могила Георгія Майбороди

## Відзнаки
Народний артист СРСР (з 1960 року). Лауреат Державної премії УРСР імені Т. Г. Шевченка (за 1963 рік). Нагороджений орденом Леніна (1963) і орденом Трудового Червоного Прапора. Почесна грамота Президії Верховної Ради Української РСР (4.08.1964)

## Пам'ять
Композитору присвячений фільм Л. Михалевич «Георгій Майборода» (1982). У 1995 році в Києві, на вулиці Михайла Грушевського, 16, йому встановлена бронзова меморіальна дошка (погруддя, скульптор О. П. Скобліков).

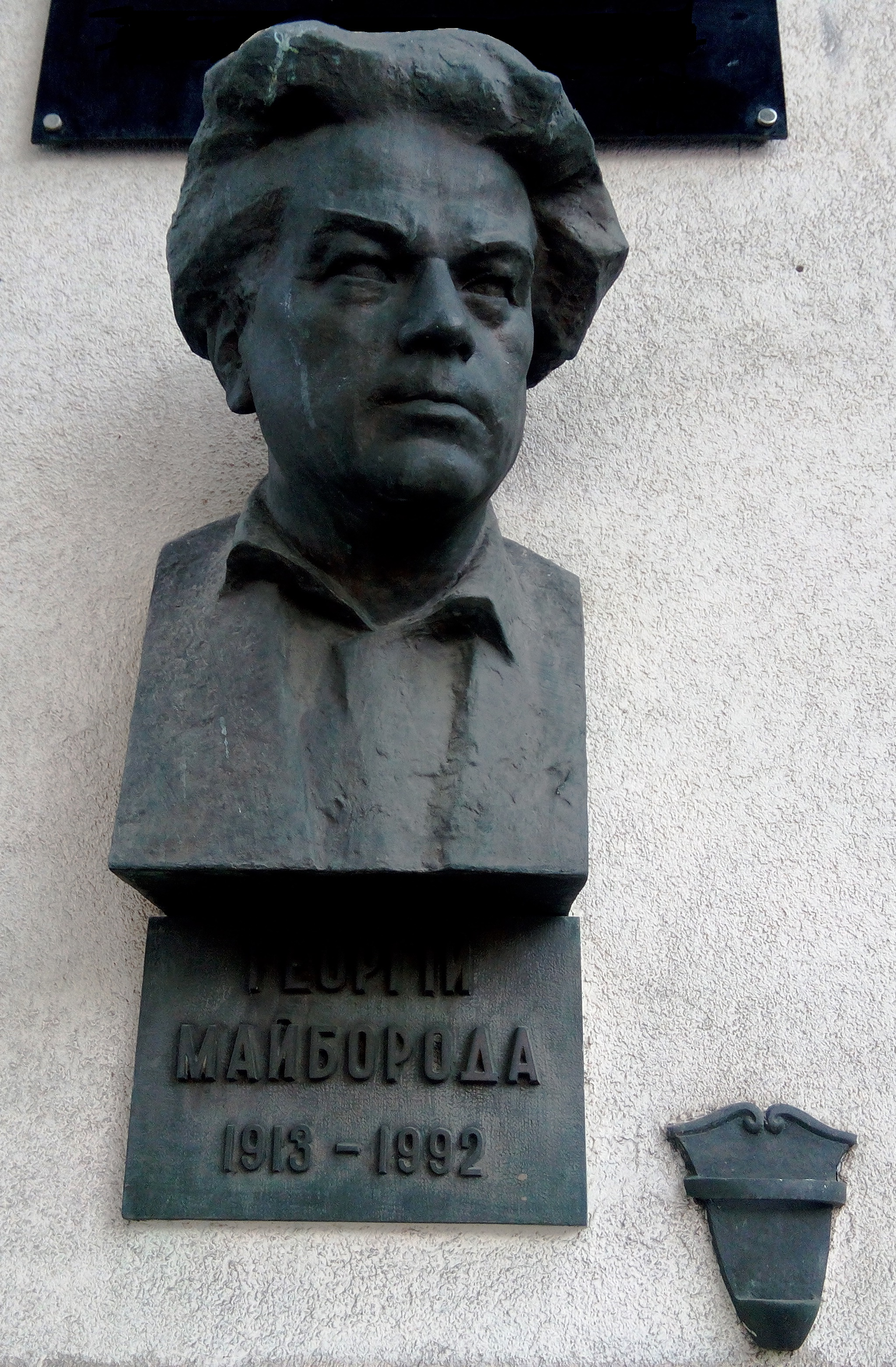
Меморіальна дошка Георгію Майбородi в Києві

У журналі «Перець» № 22 за 1983 рік розміщено дружній шарж А. Арутюнянца, присвячений 70-літтю митця.
У Центральному державному архіві-музеї літератури і мистецтва України зберігається особовий фонд Г.Майбороди (№ 200), який налічує 40 одиниць зберігання архівних документів за 1945—1978 рр.
У 1993 р. на будівлі ПТУ-26 (колишній Притулок для сиріт імені Г.Чуркіна, згодом — Кременчуцький індустріальний технікум) справа від парадного входу на будівлі встановлена меморіальна дошка з чорного неполірованого габро (150*65*10 см, скульптор В. Г. Волкова). Дошка складається з двох частин: угорі  барельєфний портрет композитора в овалі, нижче напис: «У цьому будинку в Кременчуцькому індустріальному технікумі в 1928—1931 рр. навчався відомий український композитор, народний артист СРСР Георгій Іларіонович Майборода», ще нижче стилізоване зображенням ліри, що розділяє дати «1913-1992».

## Дискографія
- Майборода Г. І. «Гаї шумлять», сл. П. Тичини: Є. Дарчук. — 20554, 1951;
- Майборода Г. І. «Троянди», елегія, сл. В. Сосюри: Г. Сухорукова (фп., 3. Ліхтман). — 28132, 1957;
- Майборода Г. І. «Пролягла доріженька», сл. А. Малишка: хор. капела і симф. орк. Укр. радіо, дириг. К. Симеонов. — 31779, 1958;
- Майборода Г. І. «Гуцульська рапсодія»: симф. орк. Укр. радіо; дириг. К. Симеонов. — Д 6751-52, 1960;
- Майборода Г. І. «Неначе сон», сл. М. Рильського: Держ. хор. капела УРСР «Трембіта», худ. кер. П. Муравський. — Д 14177-78, 1964;
- Майборода Г. І. «Тарас Шевченко», опера в 4-х діях, лібр. Г. Майбороди, укр. мовою: М. Шевченко, Л. Руденко, А. Кікоть, Є. Чавдар, Л. Лобанова, М. Фомін, В. Тимохін хор і орк. Київ. держ. театра опери та балету ім. Т. Шевченка, дириг. К. Симеонов. — Д 014383-86 С 0911-14, 1964;
- Майборода Г. І. «Арсенал», оп. в 3-х діях, лібр. О. Левади і А. Малишка, укр. мовою: Кондратюк, В. Тимохін, Б. Руденко, С. Козак, Л. Лобанова; хор і орк. Київ, театра опери та балету ім. Т. Шевченка, дириг. Л. Венедиктов. — Д 016127-32, 1965;
- Майборода Г. І. «Лілея», симф. поема (за Т. Шевченко): симф. орк. Укр. радіо, дириг. В. Гнєдаш. — Д 21705-06, 1968;
- Майборода Г. І. Симфонія Ns 2 ре мажор «Весняна»: Держ. симф. орк. УРСР, дириг. В. Кожухар. — Д 027543-44, 1970;
- Майборода Г. І. «Не сумуй», «Лист», «Осіння пісня», сл. В. Сосюри: Б. Руденко. — Д 031355-56, 1971;
- Майборода Г. І. «Мілана», оп. в 4-х діях, лібр. А. Турчинської: Л. Кравченко, Є. Озимковська, Д. Гнатюк, Я. Головчук, Г. Красуля, Б. Руденко; хор і орк. Київ. Держ. театра on. та балету, дириг. С. Турчак. — CM 04339-44, 1973;
- Майборода Г. І. Обробки укр. нар. пісень «Як я поорав», «Там, де Ятрань круто в'ється": А. Солов'яненко. — С 30-08795-96, 1977;
- Майборода Г. І. Симфонія № 1. «Король Лір», сюїта з музики до трагедії В. Шекспіра: Держ. симф. орк. УРСР, дириг. С. Турчак. — С 10-09605- 06, 1977 та ін.

## Статті
- До проблеми програмного і непрограмного симфонізму // Мистецтво. — 1954. — № 3;
- «Тарас Бульба» // Там само. — 1955. — № 3;
- Ближе к жизни // СМ. — 1959. — № 2;
- Год минувший // Муз. жизнь. — 1960. — № 24;
- Полным голосом //СМ. — 1962. — № 10;
- У композиторов Киева //Сов. Закарпатье. — 1949. — 26 лип.;
- Виступи найстарішого колективу // Рад. мистецтво. — 1954. — 21 квіт.;
- Улюблені пісні // Веч. Київ. — 1954. — 11 трав.;
- Проти спрощеного розуміння програмності // Рад. мистецтво. — 1954. — 1 груд.;
- Будемо дерзати // Рад. культура. — 1958. — 26 черв.;
- Симфония труда // Сов. культура. — 1958. —5 лип.;
- Патріотична творчість: До 70-річчя з дня народження Л. М. Ревуцького // Рад. культура. — 1959. — 19 лют.;
- Орлы устремляются к солнцу // Правда Украины. — 1959. — 30 серп.;
- Велика мрія //Рад. Україна. — 1959. — 11 жовт.;
- Верность высокому призванию. О 12-й симфонии Шостаковича // Правда Украины. — 1962. — 27 січ.;
- Щастя творчості // Рад. культура. — 1963. — 29 груд.;
- В служінні народові // Рад. Україна. — 1969. — 20 лют.